# De Ayala (krater)
De Ayala är en nedslagskrater med en diameter på ungefär 19 kilometer, på planeten Venus. De Ayala har fått sitt namn efter målaren Josefa de Óbidos.